# チャープ信号
チャープ信号（、英: chirp）は、時間とともに周波数が増加（「アップチャープ」）するか、時間とともに周波数が減少（「ダウンチャープ」）するような信号である。
スイープ信号と同等の意味でつかわれることもある。チャープと言う名前は英語での鳥の発するチャープ音（さえずり）がもとになっている。

## チャープのタイプ

### 線形チャープ信号

線形チャープ波形。時間とともに線形に周波数が増加するサイン波

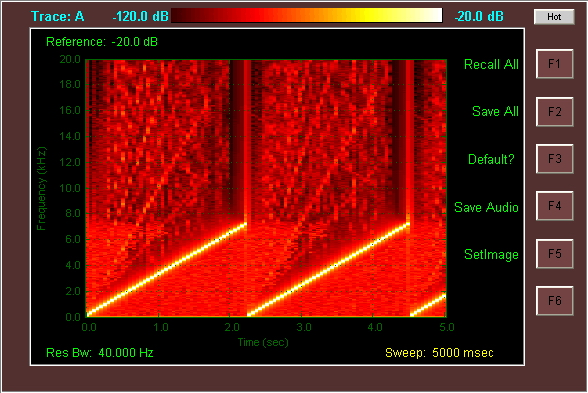
線形チャープのスペクトログラム。このスペクトログラムプロットは、時間とともに周波数が線形に変化していることを示している。この場合、2.3秒ごとに0Ｈｚから７ＫＨｚへの変化が繰り返されている。プロットの輝度は、その点の周波数、時刻のエネルギーに比例している。

線形チャープでは、瞬時周波数 {\displaystyle f(t)} は時間とともに線形に変化する:
{\displaystyle f(t)=f_{0}+kt}
{\displaystyle f_{0}} は開始周波数 (at time {\displaystyle t=0})で、{\displaystyle k}は周波数の増加率あるいはチャープ率である。
{\displaystyle k={\frac {f_{1}-f_{0}}{T}}}
 {\displaystyle f_{1}} は最終的な周波数で {\displaystyle f_{0}} が開始周波数である。{\displaystyle T} は{\displaystyle f_{0}}から {\displaystyle f_{1}}までをスイープするための時間。
時間領域において、任意の周期波形の位相とは角周波数の積分値である。つまり、位相φは、{\displaystyle \phi (t+\Delta t)\simeq \phi (t)+2\pi f(t)\,\Delta t}と表され、逆に位相の微分値が角周波数となる。{\displaystyle \phi '(t)=2\pi \,f(t)}.
線形チャープにおいては次のようになる。
{\displaystyle {\begin{aligned}\phi (t)&=\phi _{0}+2\pi \int _{0}^{t}f(\tau )\,d\tau \\&=\phi _{0}+2\pi \int _{0}^{t}(f_{0}+k\tau )\,d\tau \\&=\phi _{0}+2\pi \left(f_{0}t+{\frac {k}{2}}t^{2}\right),\end{aligned}}}
 {\displaystyle \phi _{0}}は、初期位相(時刻 {\displaystyle t=0})である。上記の式の形から、二次関数的位相信号(クアドラティックフェーズ信号)とも呼ばれる.
時間領域での正弦波の線形チャープはラジアンで表した位相のサイン関数であり、次の式になる:
{\displaystyle x(t)=\sin \left[\phi _{0}+2\pi \left(f_{0}t+{\frac {k}{2}}t^{2}\right)\right]}
周波数領域においては、 {\displaystyle f(t)=f_{0}+kt} で表される瞬時周波数と共に、周波数変調の結果生まれる余分な周波数成分（高調波）が伴う。この高調波は、ベッセル関数により定量的に記述することができるが、周波数対時間の関係を表すスペクトログラムを利用することで、線形チャープが基本波のチャープとその高調波成分を含むことを容易に確認することができる。

### 指数チャープ信号

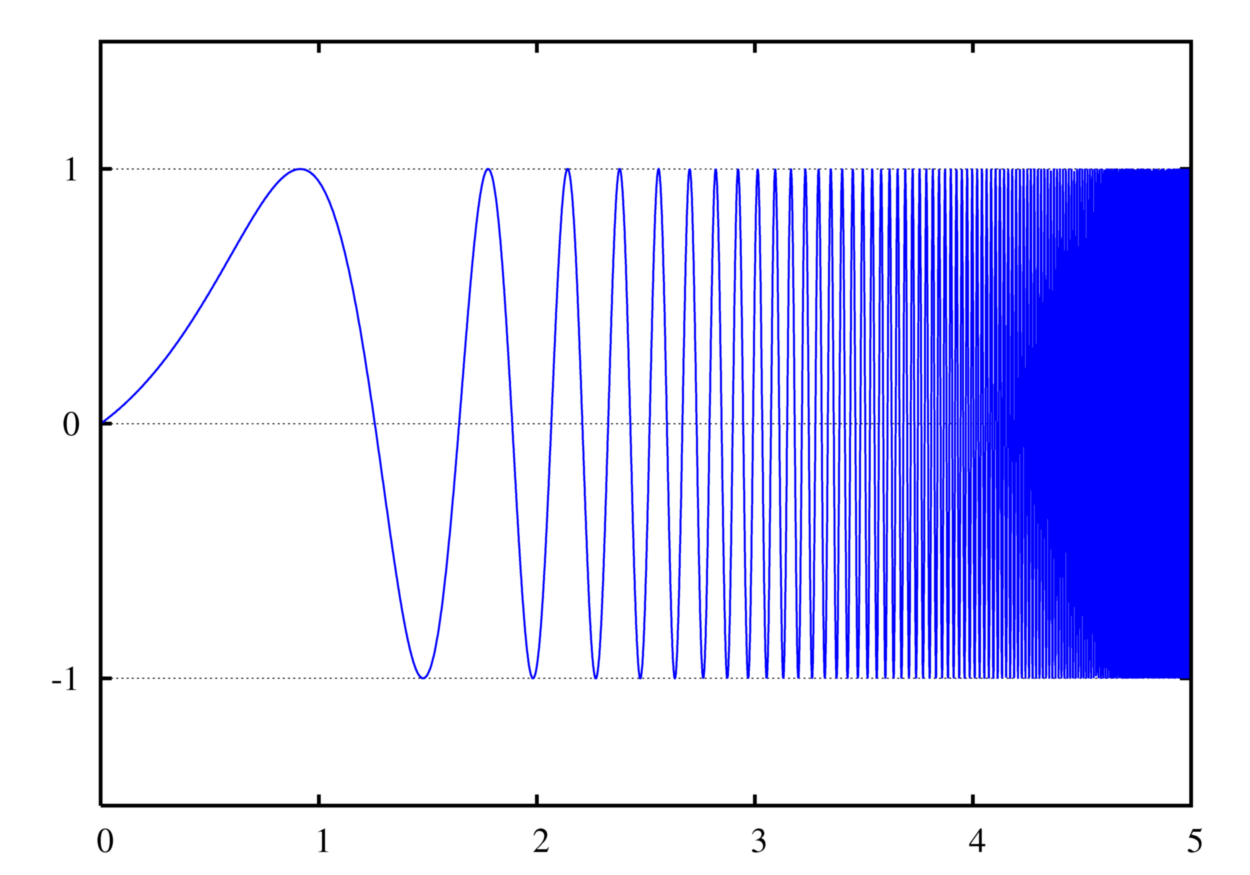
指数チャープ波形; 時間とともに周波数が指数的に増加する正弦波。

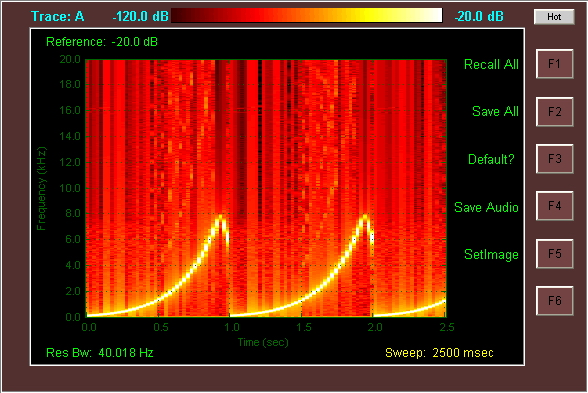
指数チャープ信号のスペクトログラム. 周波数が、時間の関数として指数的に変化している様子が示されている。この例では、ほぼ0Ｈｚから８ＫＨｚまでが毎秒繰り返されている。もう一つわかることは、6ＫＨｚの山を越えると周波数が低下していることであるが波形を生成した手法に固有の問題であろう。

幾何チャープ、指数チャープとも呼ばれる、では信号の周波数が時間に対して指数関数的に変化する。言い換えると、波形の2つの点、 {\displaystyle t_{1}} と {\displaystyle t_{2}}、を選んだ時その2つの点の時間間隔を一定に保つなら、周波数比 {\displaystyle f(t_{2})/f(t_{1})} が一定になる。
指数チャープにおいては、信号の周波数は、時間に対して指数的に変化する：
{\displaystyle f(t)=f_{0}k^{t}}
{\displaystyle f_{0}} は開始周波数({\displaystyle t=0})で、{\displaystyle k}は指数増加の割合である。一定のチャープ率を持つ線形チャープとは異なり、指数チャープはチャープ率が指数的に増加する。
指数チャープの位相は、時間領域で周波数の積分としてあらわされ：
{\displaystyle {\begin{aligned}\phi (t)&=\phi _{0}+2\pi \int _{0}^{t}f(\tau )\,d\tau \\&=\phi _{0}+2\pi f_{0}\int _{0}^{t}k^{\tau }d\tau \\&=\phi _{0}+2\pi f_{0}\left({\frac {k^{t}-1}{\ln(k)}}\right)\end{aligned}}}
{\displaystyle \phi _{0}}は初期位相である({\displaystyle t=0})。
対応する時間領域での指数チャープ正弦波は、ラジアンで表した位相の正弦関数であり：
{\displaystyle x(t)=\sin \left[\phi _{0}+2\pi f_{0}\left({\frac {k^{t}-1}{\ln(k)}}\right)\right]}
線形チャープと同様、指数チャープの瞬時周波数は{\displaystyle f(t)=f_{0}k^{t}}としてあらわされ、周波数ドメインで見ると、基本周波数に高調波が付加されたものになる。

## チャープ信号の生成
チャープ信号はVCOに対し、直線的あるいは指数的に変化する制御信号を与えることで、アナログ回路によって作ることもできる。ダイレクトディジタルシンセサイズ（DDS）技術を用いれば、DSPとDAコンバータによってデジタル的に生成することもできる。YIG発振器によって作ることもできる。

## インパルス信号との関連

チャープとインパルス信号、並びにそれぞれの一部のスペクトル成分。

チャープ信号は、インパルス信号と同様のスペクトル成分を持つが、各周波数の位相成分が異なる。 つまり パワースペクトルは類似しているが、各スペクトルの位相は異なる。インパルス信号が信号伝送路の分散特性により予期せずチャープ信号となることがある。 多くの実用的な応用において、チャープ信号はインパルス信号に比べ「ピーク対平均電力比」が小さいため、例えばチャープパルス増幅器や反響定位（エコーロケーションシステム）などでインパルス信号の代替として用いられる。

## 利用法と出現例

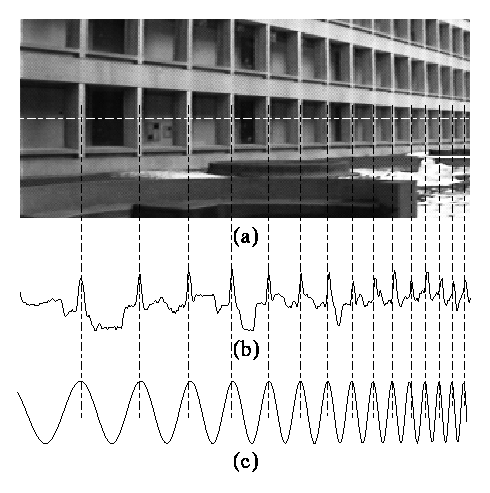
(a) 画像処理において、直接的な周期性はほとんど見られないが、遠近感を持つ画面の中での周期性はよく見られる。 (b) 窓の黒い部分と白いコンクリートの部分のような繰り返し構造で、空間周波数が増加する形でのチャープを構成する (c) つまり、画像処理において適したチャープは射影チャープとなる。

### チャープレット変換
別のチャープ信号として、以下の形式の射影チャープがある：
{\displaystyle g=f\left[{\frac {a\cdot x+b}{c\cdot x+1}}\right]},
3つのパラメータを持ち、a (スケール), b (変換), and c (チャープネス)。理論的に、射影チャープは画像処理に適しており、射影チャープレット変換の基礎となる。

## チャープ率
チャープ率とは、周波数の瞬時変化率である。 波形が次のように定義されている場合：
{\displaystyle x(t)=\sin \left(\phi (t)\right)}
瞬時周波数は、次のように定義される：
{\displaystyle f(t)={\frac {1}{2\pi }}{\frac {d\phi (t)}{dt}}}
そして、チャープ率は、次のようになる：
{\displaystyle c(t)={\frac {1}{2\pi }}{\frac {d^{2}\phi (t)}{dt^{2}}}}

## 応用
チャープ信号は様々な用途に応用される。以下はその一例である：
- ソナー
- レーダー
- スペクトラム拡散通信: RAC[注 1]のような表面弾性波デバイスを使って生成や復調される
- 光学系: 光学伝送路材料の持つ分散特性によってパルス信号の分散が増加したり、減少したりすることで、超短レーザパルスがチャープ信号に変化してしまう場合もある

## See also
- Chirp spectrum - Analysis of the frequency spectrum of chirp signals
- Chirp compression - Further information on compression techniques
- Chirp Spread Spectrum - A part of the wireless telecommunications standard IEEE 802.15.4a CSS (see Chirp Spread Spectrum (CSS) PHY Presentation for IEEE P802.15.4a).
- Chirped mirror
- Chirped pulse amplification
- Chirplet transform - A signal representation based on a family of localized chirp functions, each member of which can usually be expressed as parameterized transformations of each other.
- Continuous-wave radar
- Dispersion (optics)
- Pulse compression - A signal processing technique designed to maximize the sensitivity and resolution of radar systems by modifying transmitted pulses to improve their auto-correlation properties. One way of accomplishing this is to chirp the RADAR signal (also known as Chirp Radar).
- SHARAD